# Liste der Kulturdenkmäler in Helmeroth
In der Liste der Kulturdenkmäler in Helmeroth sind alle Kulturdenkmäler der rheinland-pfälzischen Ortsgemeinde Helmeroth aufgelistet. Grundlage ist die Denkmalliste des Landes Rheinland-Pfalz (Stand 4. Mai 2023).

## Einzeldenkmäler
| Bezeichnung | Lage                           | Baujahr                  | Beschreibung | Bild            |
| ----------- | ------------------------------ | ------------------------ | --- | --------------- |
| Hofanlage   | Helmeroth, Hauptstraße 26 Lage | 17. oder 18. Jahrhundert | Hofanlage; zweizoniger Fachwerkwohnteil, verkleidet, wohl aus dem 17. oder 18. Jahrhundert, Fachwerk-Stallscheune, 18. Jahrhundert | Fotos hochladen |
| Wohnhaus    | Helmeroth, Im Winkel 11 Lage   | 18. Jahrhundert          | Fachwerkhaus, teilweise massiv, 18. Jahrhundert                                                                                    | Fotos hochladen |
| Wohnhaus    | Flögert, Im Tal 7 Lage         | 18. Jahrhundert          | Fachwerkhaus, teilweise verkleidet, 18. Jahrhundert                                                                                | Fotos hochladen |
| Quereinhaus | Flögert, Im Tal 12 Lage        | 17. oder 18. Jahrhundert | ehemaliges Fachwerk-Quereinhaus (?), teilweise massiv, verkleidet und verschiefert, wohl aus dem 17. oder 18. Jahrhundert          | Fotos hochladen |